# OGLE-TR-111 b
OGLE-TR-111 b是一顆太陽系外行星，其母恆星是OGLE-TR-111。
2002年，光學重力透鏡實驗小組（OGLE）偵測到該恆星的光度每隔4天會略微變暗，並得知是由一顆類似行星的天體凌日造成的。但當時並沒有對該天體的質量作出量度，因此尚未確定該天體為一行星、褐矮星或其它。至2004年，透過徑向速度的量度，得知該凌日天體為一行星。
該行星與不少「熱木星」天體相似，其大小與木星接近，質量約為木星的一半，與日距離約為0.05天文單位。